# Největší dalekohledy v Česku
Největší dalekohledy v Česku jsou v tomto seznamu řazeny podle průměru. Jsou zde zahrnuty pouze profesionální přístroje (používané na hvězdárnách); dalekohledy amatérské pouze tehdy, nabízejí-li pozorování pro veřejnost. Přístroje nad 50 cm jsou v první části článku probrány podrobněji, menší teleskopy s průměrem 30-50 cm jsou zaznamenány v tabulce ve druhé části.

## Dalekohledy o průměru nad 50 centimetrů

### Dvoumetrový dalekohled v Ondřejově

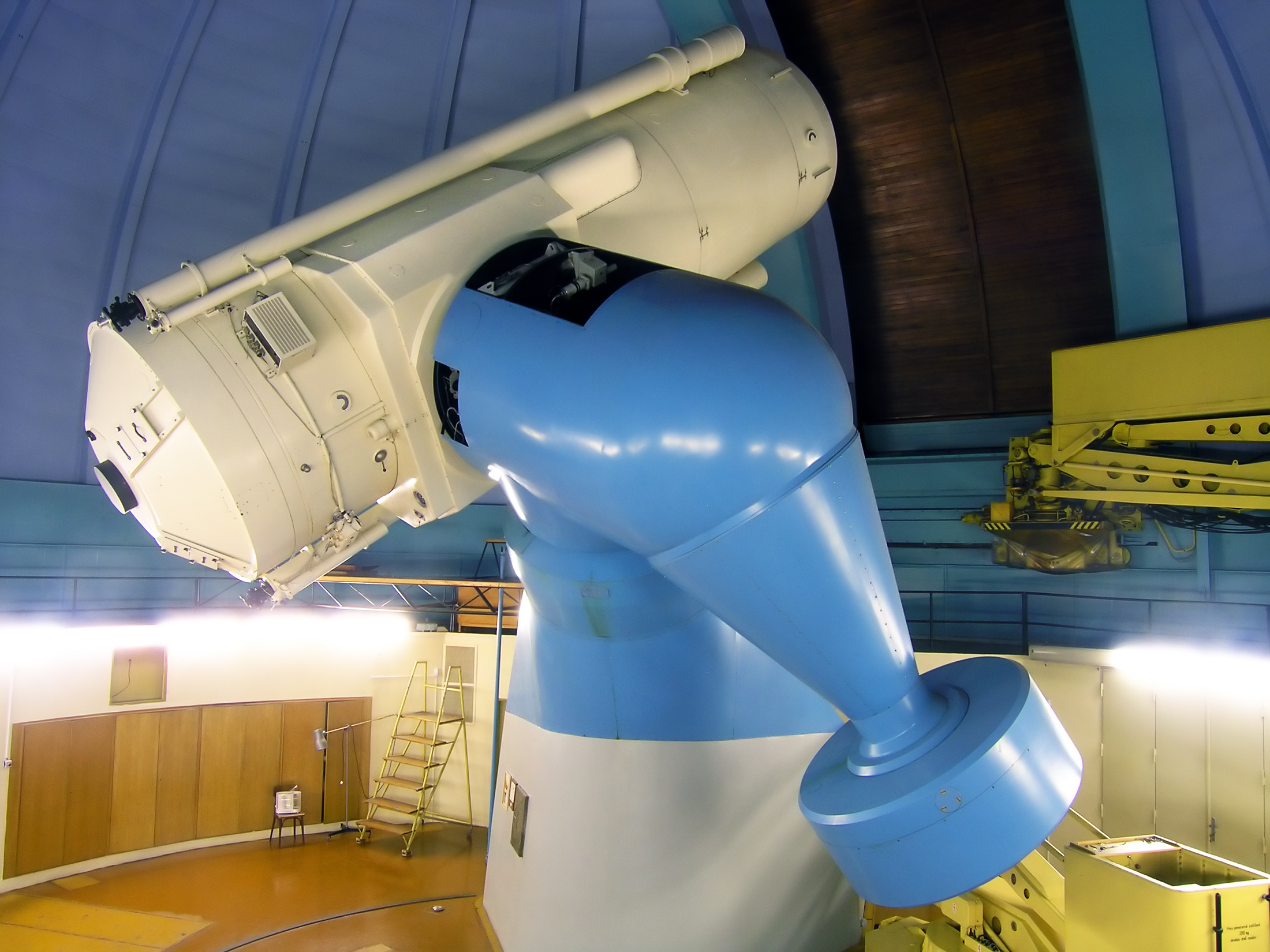
Dvoumetrový teleskop v Ondřejově

Ondřejovský „dvoumetr“ je největší dalekohled v České republice. Jeho hlavní zrcadlo má průměr 2 metry a primární ohniskovou vzdálenost 9000 mm. Pro vědecká pozorování se dále užívá Cassegrainovo ohnisko (29,16 m) a Coudé ohnisko (63,5 m), jež je také v současnosti jako jediné využíváno. Teleskop byl do provozu uveden 23. srpna 1967 při příležitosti 13. kongresu Mezinárodní astronomické unie v Praze. Jeho pozorovací program zahrnuje spektroskopická pozorování specifických typů horkých hvězd (horké hvězdy se zakázanými čarami; např. FS CMa), binárních a vícenásobných systémů (např. {\displaystyle \beta } Lyrae) či modelování atmosfér horkých hvězd. K pořizování spekter se používá spektrograf umístěný v Coudé ohnisku. Během svého provozu prošel dalekohled dvěma velkými modernizacemi, první v roce 1982 (výměna řídící elektroniky, zlepšení dostupnosti některých optických prvků, výměna ložiska v montáži; plný provoz až od června 1989) a druhé v letech 1997–1998 (instalace nového počítačového řídícího systému). Samotná kopule dalekohledu má průměr 21,1 metru a hmotnost 195 tun a její speciálně zkonstruovaný vícevrstvý plášť má velmi dobré tepelně izolační vlastnosti, což je důležité pro kvalitní astronomická pozorování.

### KLENOT

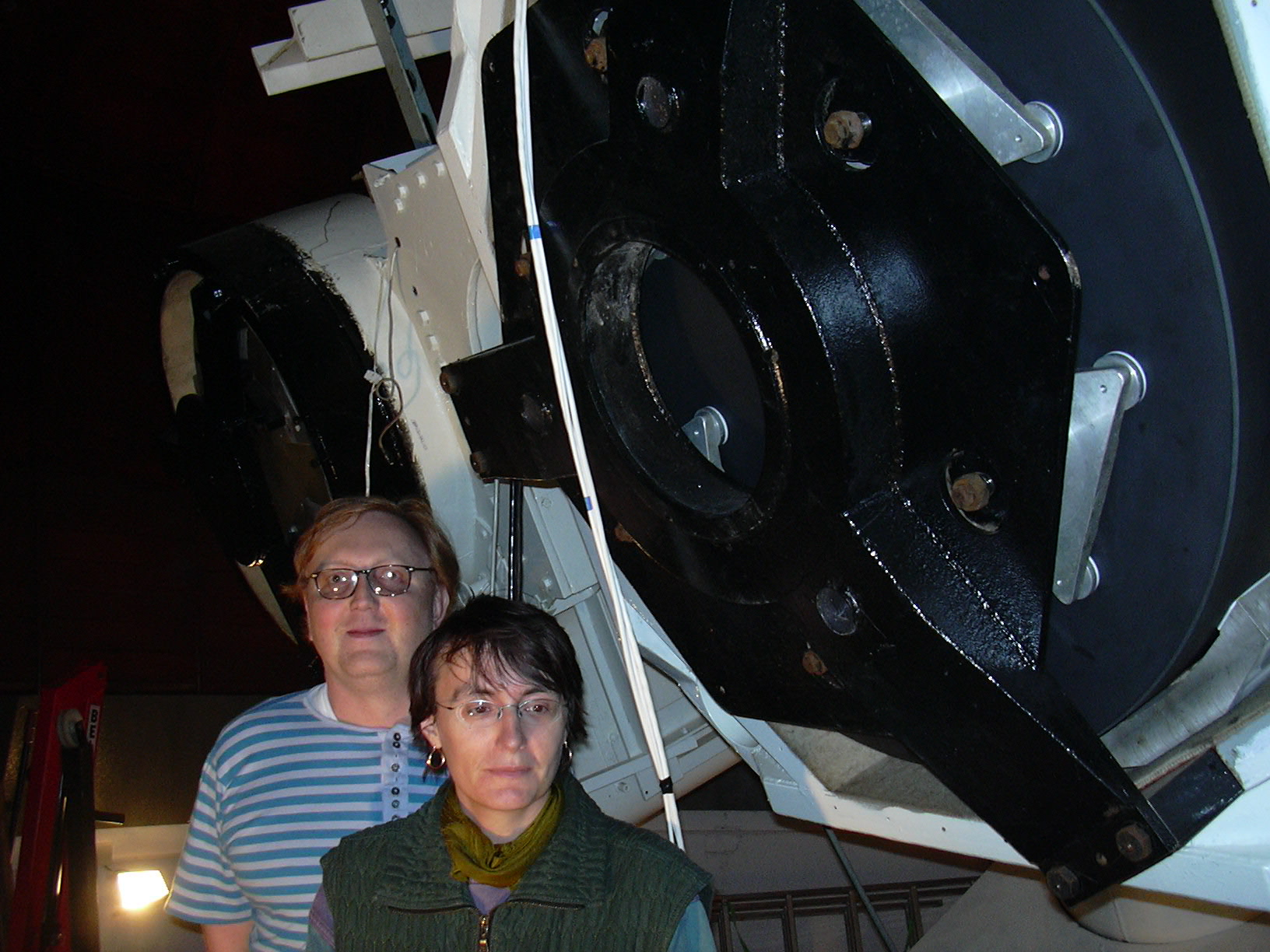
Miloš a Jana Tiší před dalekohledem KLENOT

Tento druhý největší teleskop v Česku je umístěn na Hvězdárně Kleť v Jižních Čechách. Hlavní zrcadlo má průměr 1,06 m a ohniskovou vzdálenost 3018 mm. Pro vědecká měření je používán od února 2002. Hlavním cílem výzkumu je přesná astrometrie planetek a komet s neobvyklými drahami.
KLENOT je zkratka z anglického názvu celého pozorovacího projektu (Kleť Observatory Near Earth and Other Unusual Objects Observation Team and Telescope, tedy Dalekohled určený pro pozorování blízkozemních asteroidů a jiných těles s neobvyklými drahami). Tým projektu tvoří Jana Tichá, Miloš Tichý, Michal Kočer a Michaela Honková. Jako detektor je používána CCD kamera, celá soustava má pak dosah asi do 22. magnitudy při tříminutové expozici a patří tak mezi světovou špičku ve svém oboru. Během provozu dalekohledu se díky němu podařilo objevit desítky planetek. V kopuli tohoto dalekohledu byla v letech 1977 až 1996 umístěna maksutova komora 0,63 m f/3 (630/850/1870 mm) a dvojitý Zeissův refraktor 250/3100 a 170/3100 mm.

### Dalekohled na Hvězdárně ve Rtyni v Podkrkonoší #1
Dalekohled má průměr 0,82 m a ohniskovou vzdálenost 4300 mm. Je to teleskop Newtonova typu. Používá se hlavně pro fotografování oblohy. Hvězdárna, jež se nachází východně od města Rtyně v Podkrkonoší, byla slavnostně otevřena v červnu 1980. Specializuje se na astrofotografii a testování nových optických přístrojů. Návštěva je možná pouze po předchozí domluvě.

### Dalekohled AZ800 na Hvězdárně ve Ždánicích
V rámci dlouhodobé spolupráce s Ústavem teoretické fyziky a astrofyziky Přírodovědecké fakulty Masarykovy univerzity v Brně. Jedná se o robotický teleskop od renomované rakouské firmy ASA (Astro Systeme Austria) na alt-azimutální vidlicové montáži o průměru zrcadla 0,8 m a světelností f/6,8, což z něj činí největší dalekohled na Moravě. Optický systém je typu Ritchey-Chrétien s překlopným terciarnim zrcátkem, které vytváří dvě Nasmyth ohniska v klopné ose dalekohledu. Z jedné strany vidlice je dalekohled osazen kvalitní CCD kamerou a z druhé strany bude vybaven spektrografem. 

### Mayerův dalekohled v Ondřejově

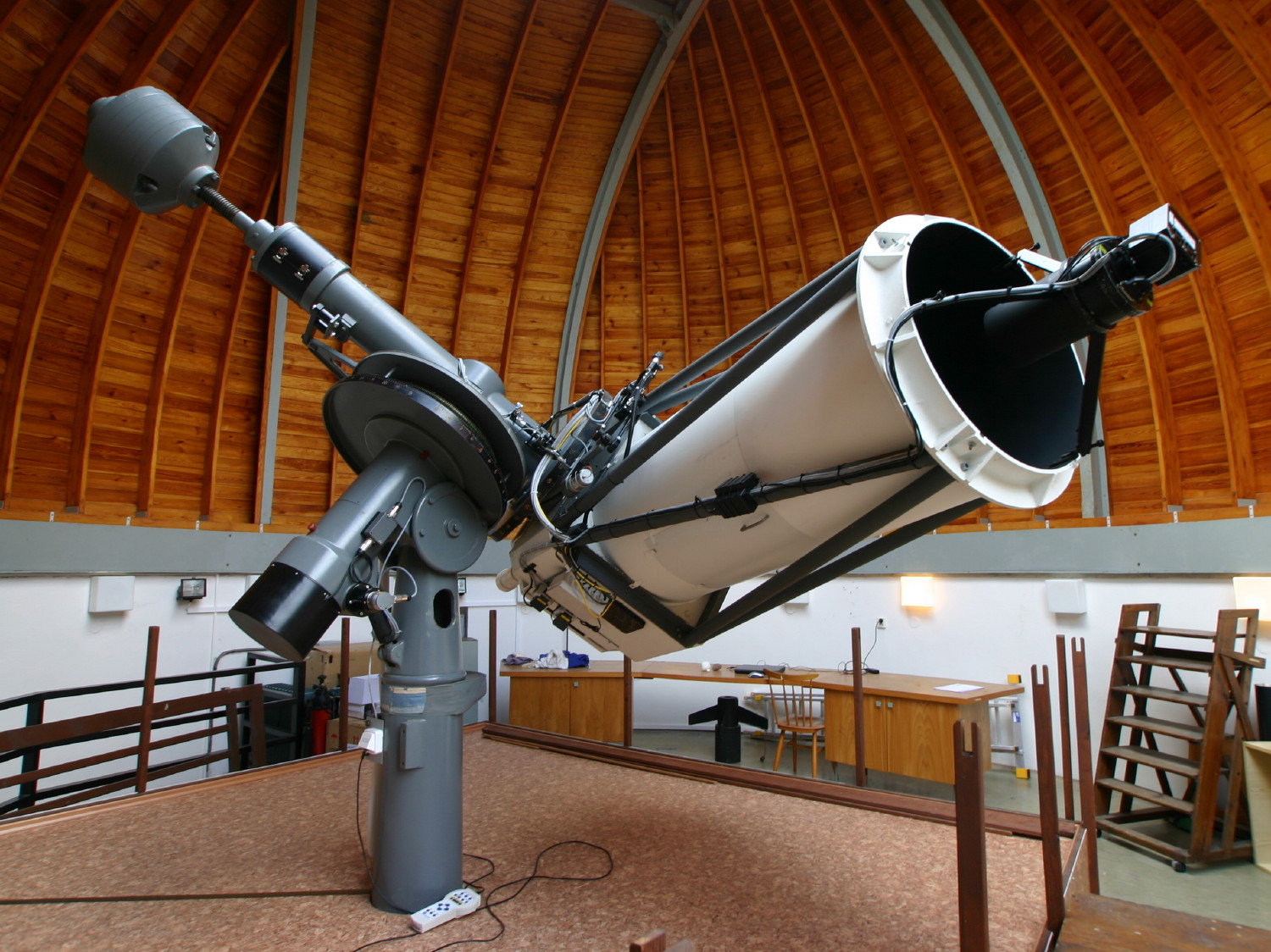
Mayerův dalekohled (65cm reflektor) v Ondřejově

Zrcadlový dalekohled o průměru 0,65 m a ohniskovou vzdáleností 2342 mm (s komakorektorem 2675 mm) se nachází v kopuli o průměru 8 metrů v areálu Astronomického ústavu Akademie věd České republiky, v blízkosti známého „dvoumetru“. Přístroj byl uveden do provozu v roce 1962. V roce 1993 byl kompletně přestavěn a zautomatizován. Hlavní náplní pozorovacího programu je fotometrie blízkozemních asteroidů pomocí CCD kamery umístěné v ohnisku teleskopu. Zpracováním naměřených údajů mohou astronomové získat světelnou křivku planetky, z níž lze stanovit rotační periodu tělesa; to, zda (zdánlivě) rotuje kolem více než jedné osy, popřípadě odhalit jeho podvojnost. Současně se může zkoumat vliv YORP efektu či jiných mechanismů ovlivňujících rotaci planetek. Dalekohled byl 27. dubna 2019 pojmenován po svém konstruktérovi RNDr. Pavlu Mayerovi, DrSc., který se podílel také na konstrukci dvojčete tohoto 0,65m přístroje umístěném na observatoři na ostrově Hvar v Chorvatsku. Byl uveden do provozu v roce 1972. Vzhledem ke konfiguraci typu Cassegrain má ohniskovou vzdálenost 7280 mm.

### Dalekohled na Hvězdárně a planetáriu Brno
Dalekohledem o průměru 0,62 m a ohniskové vzdálenosti 2780 mm je umístěn v areálu Hvězdárny a planetária Brno na Kraví hoře. Je umístěn v observatoři, která do roku 2020 patřila Masarykově univerzitě v Brně.
Přístroj je zkonstruován dle výkresů, které zajistil Lubomír Perek v padesátých letech 20. století na svém studijním pobytu na nizozemské hvězdárně v Leidenu. Jedná se o větší dvojče Zundermanova 0,46m reflektoru z roku 1947. Teleskop typu Newton v ohnisku s citlivou CCD kamerou se věnuje převážně odbornému pozorování galaxií, hvězdokup, mlhovin, proměnných hvězd, komet či jiných těles sluneční soustavy.

### Robotická observatoř Blue Eye 600
Dne 7. října 2014 byl na hvězdárně v Ondřejově uveden do provozu automatický dalekohled o průměru 0,60 m a ohniskové vzdálenosti 3000 mm. Dalekohled typu Ritchey–Chrétien s tříčočkovým korektorem je umístěn na alt-azimutální montáži. Vyniká velmi rychlým pohybem: za sekundu se dokáže otočit o 90 stupňů, což se využívá např. při hledání optických protějšků gamma záblesků.

### Dalekohled na Kleti
Kromě teleskopu KLENOT (viz výše) je na Hvězdárně na Kleti od roku 1992 v provozu také zrcadlový dalekohled o průměru 0,57 m a ohniskové vzdálenosti 2950 mm. Po modernizaci v roce 1993 (instalace CCD kamery) začal být využíván týmem Jany Tiché v programu astrometrie planetek a komet. V roce 1997 se tento program stal nejproduktivnějším na světě ve svém oboru, v letech 1998–2001 pak druhým. Během provozu se jím podařilo objevit několik stovek nových planetek a v roce 2000 dokonce jednu kometu, 196P/Tichý (starší označení: P/2000 U6).

### Dalekohled na Hvězdárně Jaroslava Trnky ve Slaném
V kopuli hvězdárny je instalován od roku 2001 zrcadlový dalekohled typu Cassegrain o průměru hlavního zrcadla 0,5 m a ohniskové vzdálenosti 7,8 m. Je určen jak pro vizuální, tak i fotografická pozorování. Společně se zrcadlovým dalekohledem je na mohutné montáži německého typu také instalován velký refraktor s průměrem objektivu 150 mm a ohniskovou vzdáleností 2,4 metru. Dalekohled se kromě běžných pozorování pro návštěvníky hvězdárny využívá také pro vlastní odborná pozorování v oblasti proměnných hvězd a exoplanet.

### Dalekohled na Hvězdárně v Rokycanech
Od roku 2007 je na Hvězdárně v Rokycanech v provozu 0,508 m dalekohled typu Dall-Kirgham o ohniskové vzdálenosti 3454 mm. Je určen pro vizuální i fotografické použití. Jeho instalací se Česko stalo první evropskou zemí, která tímto typem přístroje disponovala. Otevírací doba hvězdárny je po celý rok ve čtvrtek večer.

### Dalekohled na Hvězdárně v Uherském Brodě
Hvězdárna v Uherském Brodě je vybavena 0,5 m dalekohledem typu Newton s ohniskovou vzdáleností 2500 mm, familiárně pojmenovaném Theodor (po jednom ze zakladatelů a prvním vedoucím astronomického kroužku). Byl zakoupen koncem roku 2003, ale do plného provozu byl po rekonstrukci kopule uveden až v roce 2006 při oslavách 45. výročí otevření hvězdárny. Je plně přístupný veřejnosti během otevírací doby hvězdárny.

### Dalekohled na Hvězdárně ve Rtyni v Podkrkonoší #2
Dalekohled typu Cassegrain má průměr hlavního zrcadla 0,5 m a ohniskovou vzdálenost 10 000 mm. Hvězdárna se specializuje na astrofotografii a testování nových optických přístrojů. Návštěva je možná pouze po předchozí domluvě.

### Dalekohled na Hvězdárně v Českém Těšíně
Hvězdárna je vybavena teleskopem typu Newton o průměru 0,5 m a s ohniskovou vzdáleností 3000 mm. Je zde provozována jak odborná činnost, tak i pozorování objektů hvězdné oblohy pro veřejnost.

### Dalekohled na Hvězdárně v Jičíně
Hlavním přístrojem na hvězdárně je 0,5 m dalekohled Newtononova typu s ohniskovou vzdáleností 2000 mm. Používá se na focení a pro veřejnost na pozorování deep-sky objektů, např. galaxií, hvězdokup či mlhovin. Dalekohled má dva okulárové výtahy a otočné sekundární zrcadlo s aretací ve dvou pozicích. Jedna z pozic je určena pro vizuální pozorování. Po otočení sekundárního zrcátka na druhou stranu je obraz přesměrován do CCD kamery. Ta je společně s komakorektorem/reduktorem (který zkracuje ohnisko na 1.46 m a zvyšuje světelnost na f/2.9) umístěna na derotátoru a elektronickém ostření Gemini Focusing Rotator. Do provozu byl uveden v roce 2016. 

### Dalekohled na Hvězdárně prof. Františka Nušla v Jindřichově Hradci
Dalekohled typu Newton o průměru 0,5 m a ohniskové vzdálenosti 2000 mm. je umístěn v hlavní kopuli o průměru 6,2 metrů. Byl uveden do provozu po rekonstrukci hvězdárny v roce 2020. 

## Dalekohledy o průměru 30–50 centimetrů
Následující tabulka uvádí seznam teleskopů o průměru 30–50 centimetrů. U menších dalekohledů jde pouze o výběr, protože takové přístroje jsou pro amatéry dostupné i v maloobchodech.
| Umístění                                        | Průměr [m] | Ohnisková vzdálenost [mm] | Typ                       | V provozu od | Poznámky |
| ----------------------------------------------- | ---------- | ------------------------- | ------------------------- | ------------ | --- |
| Hvězdárna Vyškov                                | 0,5        | 2000                      | Newton                    | 2014         | Pozorování pro veřejnost, fotometrie proměnných hvězd, fotografování deep-sky                               |
| Neumann Observatory                             | 0,5        | 3454                      | modifikovaný Dall–Kirkham | 2022         | Vizuální pozorování, pozorování Slunce, astrofotografie                                                     |
| Hvězdárna barona Artura Krause, Pardubice       | 0,45       | 6750                      | komb. Newton a Cassegrain | 2005         | Kreslení, fotografování Měsíce a planet.                                                                    |
| Lidová hvězdárna v Prostějově                   | 0,44       | 2850                      | Newton                    | ?            | Pozorování pro veřejnost.                                                                                   |
| Hvězdárna v Teplicích                           | 0,432      | 2939                      | modifikovaný Dall–Kirkham | 2014         | Pozorování pro veřejnost, zákryty hvězd planetkami.                                                         |
| Hvězdárna v Úpici                               | 0,42       | 840                       | Maksutov                  | ?            | Dalekohled je určen k fotografování deep-sky objektů, komet, okolí dosvitů gama záblesků a dalších objektů. |
| Štefánikova hvězdárna, Praha                    | 0,406      | 4064                      | Schmidt-Cassegrain        | 2006         | Měření poloh planetek, detekce zákrytů extrasolárních planet, zhotovování spekter hvězd.                    |
| Hvězdárna Karlovy Vary                          | 0,406      | 4142                      | Klevcov                   | 2011         | Pouze pro pozorování pro veřejnost, nahradil dosluhující hlavní dalekohled Newton 250/1473                  |
| Hvězdárna Veselí nad Moravou                    | 0,406      | 3251                      | Schmidt-Cassegrain        | 2018         | Dalekohled se nachází v měděné otočné kopulí o průměru 5 m.                                                 |
| Hvězdárna Ďáblice, Praha                        | 0,4        | 7500                      | Reflektor                 | ?            | Dalekohled je umístěn ve východní kopuli na Coude montáži, díky které nabízí bezbariérový přístup.          |
| Hvězdárna a planetárium v Hradci Králové        | 0,4        | 2000                      | Newton                    | 2002         | Fotometrie planetek, proměnných hvězd, zákrytových dvojhvězd či trpasličích nov.                            |
| Hotel Pod Sluncem v Třebízi                     | 0,4        | 1800                      | Newton                    | 2011         | Pozorovatelna v areálu hotelu, pozorování pro veřejnost.                                                    |
| Štefánikova hvězdárna, Praha                    | 0,37       | 3300                      | Maksutov-Cassegrain       | 1976         | Dalekohled je umístěn v západní kopuli.                                                                     |
| Ostrava-Lhotka                                  | 0,36       | 1790                      | Newton                    | ?            | Soukromá pozorovatelna, pozorování pro veřejnost.                                                           |
| Hvězdárna Žebrák                                | 0,358      | 2136                      | Newton                    | 2011         | Pozorování pro veřejnost, dle programu                                                                      |
| Hvězdárna a planetárium Brno                    | 0,356      | 3910                      | Schmidt-Cassegrain        | 2011         | Pozorování pro veřejnost každý den kromě neděle.                                                            |
| Hvězdárna a planetárium Brno                    | 0,356      | 3910                      | Schmidt-Cassegrain        | 2012         | Odborná pozorování                                                                                          |
| Hradec Králové                                  | 0,356      | 3910                      | Schmidt-Cassegrain        | ?            | Soukromá pozorovatelna SKYMASTER, fotometrie proměnných hvězd, pozorování pro veřejnost.                    |
| Hvězdárna v Teplicích                           | 0,356      | 3910                      | Schmidt-Cassegrain        | ?            | Dalekohled je umístěn v severozápadní kopuli.                                                               |
| Hvězdárna Valašské Meziříčí                     | 0,355      | 3550                      | Schmidt-Cassegrain        | ?            | Dalekohled je umístěn ve východní kopuli.                                                                   |
| Lidová hvězdárna v Prostějově                   | 0,33       | 3110                      | Newton                    | 1949         | Pozorování pro veřejnost.                                                                                   |
| Hvězdárna a planetárium České Budějovice        | 0,31       | 4000                      | Cassegrain                | 1935         | Druhá nejstarší lidová hvězdárna v Čechách otevřena v roce 1937.                                            |
| Hvězdárna a planetárium Johanna Palisy, Ostrava | 0,305      | 3048                      | Schmidt-Cassegrain        | 2005         | CCD fotometrie zákrytových dvojhvězd a dlouhoperiodických proměnných hvězd.                                 |
| Hvězdárna v Úpici                               | 0,305      | 3048                      | Schmidt-Cassegrain        | ?            | Detekce optických protějšků gama záblesků, astrometrie malých těles sluneční soustavy                       |
| Hvězdárna a planetárium Plzeň                   | 0,305      | 3048                      | Schmidt-Cassegrain        | ?            | Pozorování pro veřejnost.                                                                                   |
| Jihlavská astronomická společnost, Jihlava      | 0,305      | 3048                      | Schmidt-Cassegrain        | 2007         | Pozorování pro veřejnost každé pondělí po setmění.                                                          |
| Dvoumetrový dalekohled v Ondřejově              | 0,3        | 7516                      | refraktor                 | 1967         | Pointery dvoumetrového dalekohledu                                                                          |
| Kleť                                            | 0,3        | 4500                      | refraktor                 | ?            | |
| Hvězdárna Františka Pešty v Sezimově Ústí       | 0,3        | 4070                      | Cassegrain                | ?            | |
| Hvězdárna barona Artura Krause, Pardubice       | 0,3        | 1800                      | Newton                    | ?            | Přenosný. Pozorování pro veřejnost září-červen.                                                             |
| Hvězdárna Vsetín                                | 0,3        | 1690                      | Newton                    | 2008         | Fotometrie komet.                                                                                           |
| Hvězdárna ve Vlašimi                            | 0,3        | 1580                      | Newton                    | ?            | Pozorování pro veřejnost každý pátek během dubna až září.                                                   |
| Hvězdárna Ďáblice, Praha                        | 0,3        | ?                         | Reflektor                 | ?            | Dalekohled je umístěn v západní kopuli a slouží k fotografování oblohy.                                     |
| Hvězdárna v Úpici                               | 0,3        | ?                         | Reflektor                 | ?            | Přenosný |
| Hvězdárna Jeseník                               | 0,3        | 3600                      | Cassegrain                | ?            | Pozorování pro veřejnost každou středu.                                                                     |
| BS observatory                                  | 0,3        | 1200                      | Newton                    | 2015         | Soukromá hvězdárna zaměřující se na proměnné hvězdy a přechody exoplanet.                                   |